# Förtryckssamverkan
Förtryckssamverkan (engelska triple oppression) är en teori utformad av Klaus Viehmann 1990 i dennes skrift Drei zu eins.
Teorin säger att mellan de olika formerna av förtryck finns det mer eller mindre starka bindningar, därför kan man inte bara kämpa mot en sorts förtryck utan man måste slå samtidigt mot alla former av förtryck. Den engelska benämningen triple oppression syftar på sexism, rasism, och klassförtryck.